# Debregeasia
Debregeasia ist eine Pflanzengattung in der Familie der Brennnesselgewächse (Urticaceae). Die wenigen Arten sind hauptsächlich in den Tropen und Subtropen des östlichen Asiens verbreitet. Die Debregeasia-Arten besitzen keine Brennhaare.

## Beschreibung

### Erscheinungsbild und Blätter
Bei Debregeasia-Arten handelt es sich um immergrüne Sträucher oder kleine Bäume. Die Debregeasia-Arten besitzen keine Brennhaare.
Die wechselständig angeordneten Laubblätter sind in Blattstiel und Blattspreite gegliedert. Die einfache, mehr oder weniger dünne, papierartige Blattspreite ist dreinervig. Der Blattrand ist gesägt. Die Blattunterseite ist oft schneeweiß oder silbrig wollig behaart. Die Cystolithen sind punktförmig. Die interpetiolaren, früh abfallenden, häutigen Nebenblätter sind teilweise untereinander verwachsen, aber mit deutlichem zweiteiligen oberen Ende. Die relativ kleinen Keimblätter (Kotyledonen) sind breit.

### Blütenstände und Blüten
Debregeasia-Arten sind einhäusig (monözisch) oder zweihäusig (diözisch) getrenntgeschlechtig. In den Blattachseln stehen einzeln oder paarweise, dann in dichotomen Zymen, auf Blütenstandsschäften, dichte kugelige Blütenstände, die immer nur Blüten eines Geschlechtes enthalten.
Die männlichen Blüten sind meist vier-, selten drei- oder fünfzählig. Die meist vier, selten drei oder fünf Blütenhüllblätter der männlichen Blüten sind an ihrer Basis verwachsen. Diese in der Knospe oft gedrückt-kugeligen Blütenhüllblätter besitzen eine valvate oder klappige Knospendeckung, das bedeutet, sie berühren sich, ohne sich zu überdecken. Es sind meist vier, selten drei oder fünf Staubblätter vorhanden, deren Staubfäden in der Blütenknospe nach innen gebogen sind. In den männlichen Blüten ist ein rudimentärer Fruchtknoten vorhanden, der an seiner Basis wollig behaart ist. Bei den weiblichen Blüten sind die drei oder vier Blütenhüllblätter zu einer verkehrt-eiförmigen oder krugförmigen Röhre verwachsen, der Schlund ist verengt und es sind nur sehr kurze drei oder vier Perianthzipfel vorhanden. Es sind keine Staminodien in den weiblichen Blüten vorhanden. Die Blütenhüllblätter sind meist mit dem Fruchtknoten verwachsen und fleischig; selten sind sie nicht mit dem Fruchtknoten verwachsen und häutig. In den weiblichen Blüten ist ein Fruchtknoten, ein kurzer Griffel und die pinselförmige Narbe mit einem Büschel von langen Haaren vorhanden. Die Samenanlagen sind orthotrop.

### Früchte und Samen
Die etwas steinfruchtartigen Achänen sind verkehrt-eiförmig und etwas abgeflacht. Die Achäne ist von den oft fleischigen, haltbaren, vergrößerten, verwachsenen Blütenhüllblättern eingehüllt. Die Samen enthalten Endosperm.

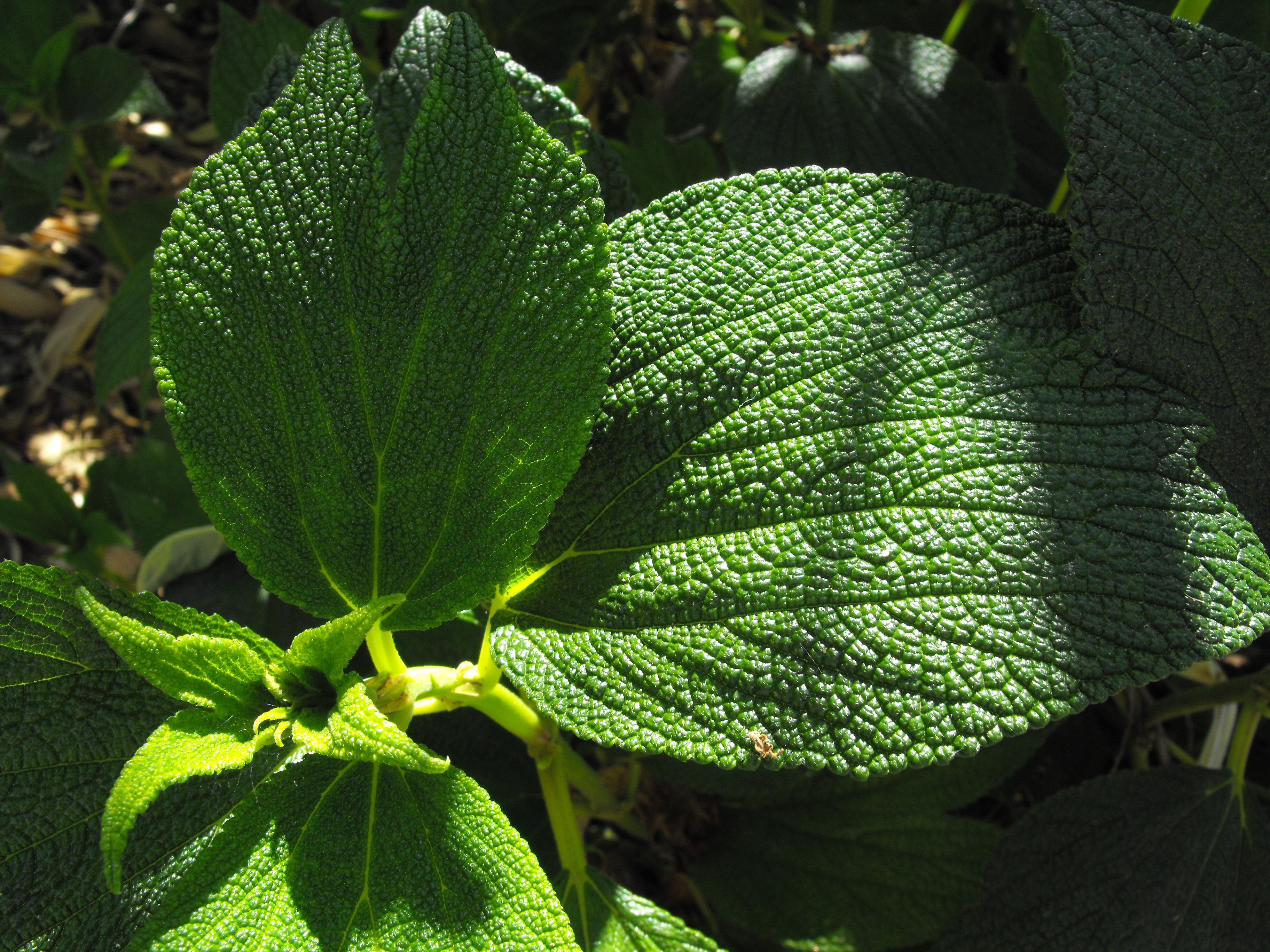
Laubblätter von Debregeasia longifolia.

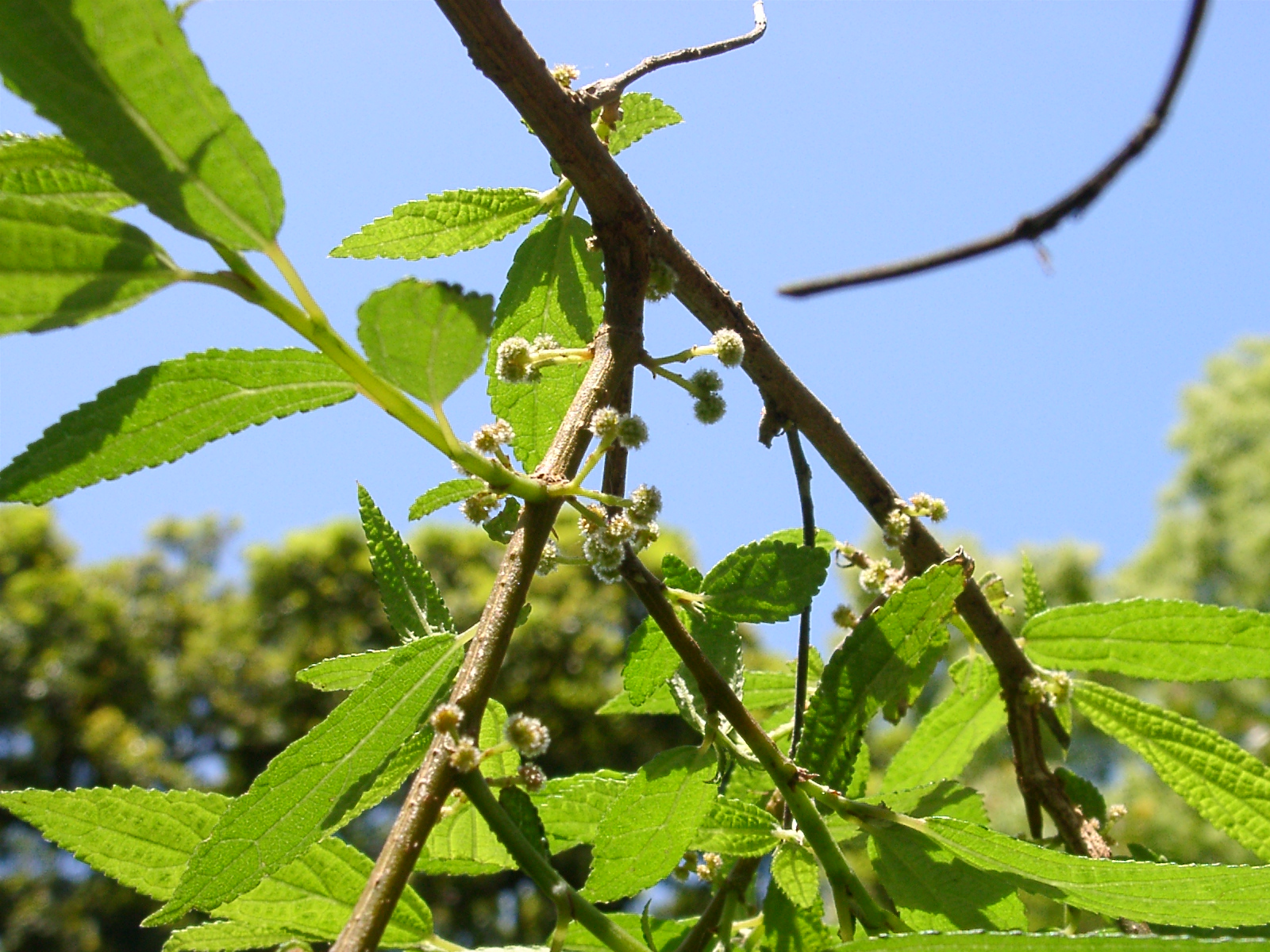
Zweige mit Laubblättern und Blütenständen von Debregeasia orientalis.

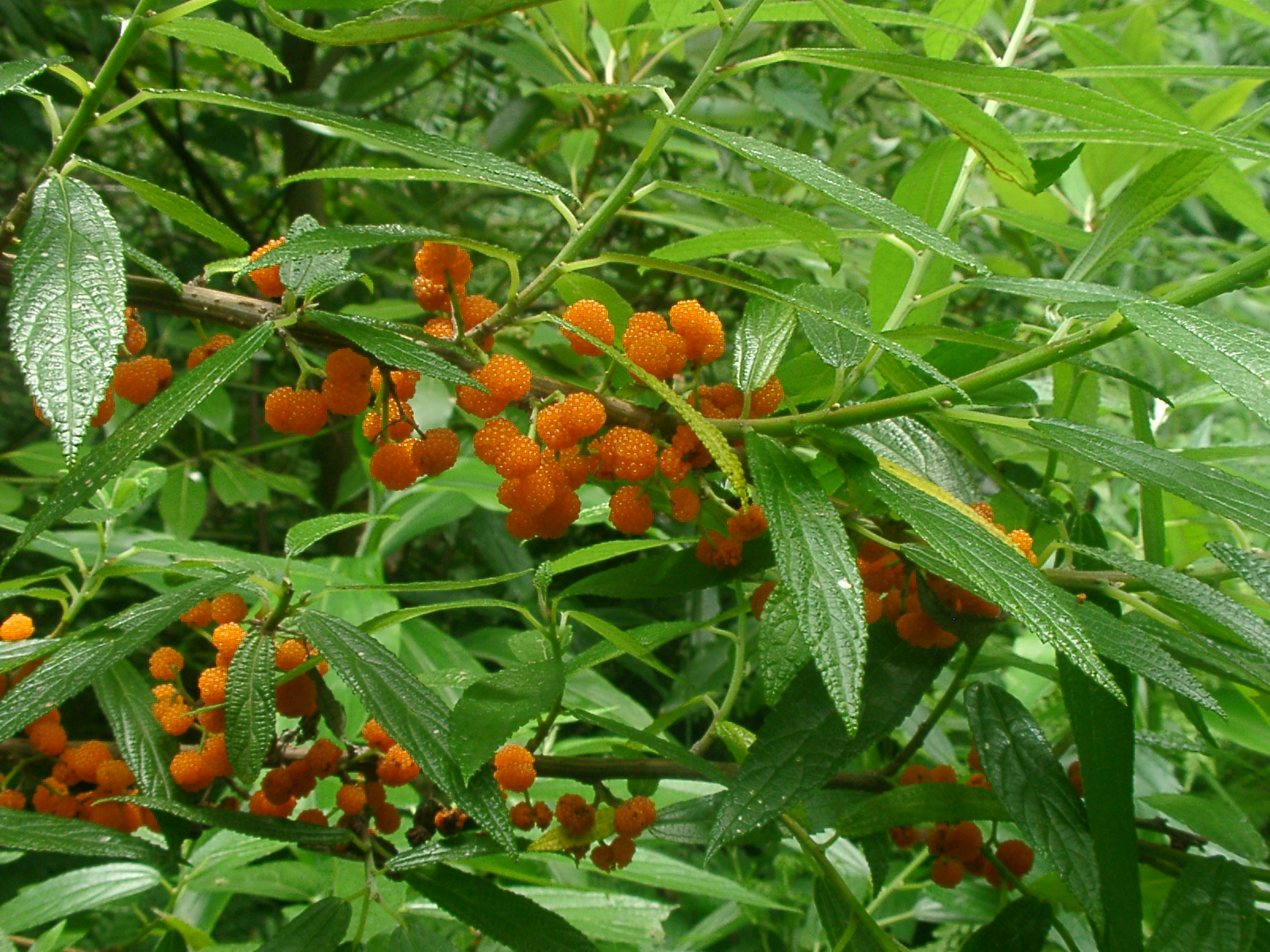
Zweige mit Laubblättern und Früchten von Debregeasia orientalis.

## Systematik und Verbreitung
Die Gattung Debregeasia wurde 1844 durch Charles Gaudichaud-Beaupré in Voyage autour de Monde éxécuté pendant les Années 1836 et 1837 sur la Corvette la ~Bonite~ ... - Botanique Atlas: Tafel 90 aufgestellt. Charles Gaudichaud-Beaupré verwendete die Typusart Debregeasia velutina Gaudich., die heute ein Synonym von Debregeasia longifolia (Burm.f.) Wedd. ist. Synonyme für Debregeasia Gaudich. sind: Leucocnides Miq., Missiessya Wedd., Morocarpus Siebold & Zucc. 1846 non Boehm. 1760. Die Gattung wurde wahrscheinlich zu Ehren des französischen Marineoffiziers Prosper Justin de Brégeas (1807–1870) Debregeasia benannt.
Die Gattung Debregeasia ist hauptsächlich in den Tropen und Subtropen des östlichen Asiens verbreitet. Eine Art kommt auch im östlichen Australien und eine im nördlichen Afrika vor. Alle sechs Arten sind in China beheimatet.
Es gibt ein paar Debregeasia-Arten (hier eine Auswahl mit Verbreitung):
- Debregeasia elliptica C.J.Chen: Sie kommt in Mischwäldern in Karstbergen in Höhenlagen von 100 bis 1900 Meter im südwestlichen Guangxi, südöstlichen Yunnan und nördlichen Vietnam vor.
- Debregeasia longifolia (Burm.f.) Wedd. (Syn.: Conocephalus niveus Wight, Debregeasia dichotoma (Blume) Wedd., Debregeasia libera Chien & C.J.Chen in C.J.Chen, Debregeasia velutina Gaudich., Missiessya velutina Wedd., Morocarpus dichotomus Blume, Morocarpus longifolius (Burm.f.) Blume, Morocarpus velutinus Blume, Urtica angustata Blume, Urtica dichotoma Blume, Urtica longifolia Burm.f.): Sie ist weit verbreitet vom Indischen Subkontinent über Kambodscha, Laos, dem nördlichen Myanmar, Thailand, über China und Vietnam bis Malaysia, Indonesien und die Philippinen.
- Debregeasia orientalis C.J.Chen (Syn.: Debregeasia edulis auct.): Sie kommt im nordöstlichen Indien, in Bhutan, Nepal und China, auf Taiwan und Japan vor.[4]
- Debregeasia saeneb (Forssk.) Hepper & Wood (Syn.: Boehmeria hypoleuca (Steud.) Hochst. ex A.Rich., Debregeasia hypoleuca (Steud.) Wedd., Debregeasia salicifolia (Roxb. ex D.Don) Rendle, Procris hypoleuca Steud., Rhus saeneb Forssk.): Das weite Verbreitungsgebiet umfasst Eritrea, Äthiopien, Saudi-Arabien, Jemen sowie Afghanistan, das südwestliche Xinjiang und südliche Xizang, Nepal, Indien und Pakistan.
- Debregeasia squamata King ex Hook.f. (Syn.: Debregeasia spiculifera Merr.): Sie kommt in Vietnam, Thailand, Malaysia und im nördlichen Borneo vor.
- Debregeasia wallichiana (Wedd.) Wedd. (Syn.: Missiessya wallichiana Wedd., Debregeasia ceylanica Hook. f., Debregeasia leucophylla Wedd., Morocarpus ceylanicus (Hook.f.) Kuntze, Morocarpus wallichianus (Wedd.) Blume.): Sie kommt im südlichen Yunnan, in Nepal, Bhutan, Sikkim, Indien, auf Sri Lanka, im östlichen Bangladesch, in Kambodscha, im nördlichen Myanmar und in Thailand vor.

## Nutzung
Die Fasern aus den Stämmen werden zur Herstellung von Seilen und Fischernetzen verwendet. Die Früchte werden gegessen oder zu Wein verarbeitet.